# Ernst Böckel
Ernst Albert Böckel (* 14. Januar 1909 in Stedtfeld; † 7. Dezember 1940 in der NS-Tötungsanstalt Sonnenstein, Pirna) war ein deutscher Widerstandskämpfer gegen den Nationalsozialismus und Opfer der NS-Euthanasie.

## Leben

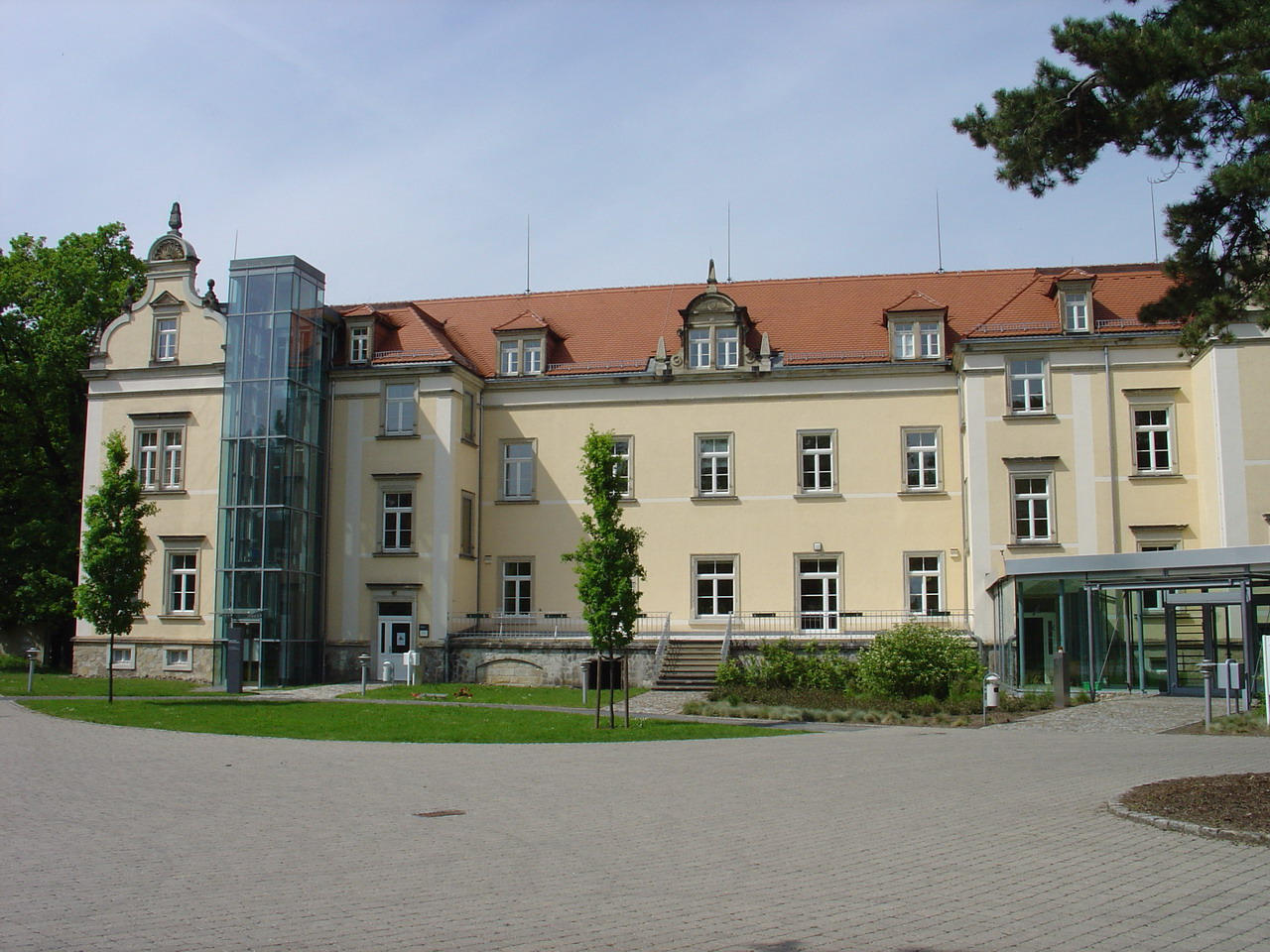
Hier starb Ernst Böckel:
Das Haus C16 der Tötungsanstalt Pirna-Sonnenstein ist heute eine Gedenkstätte

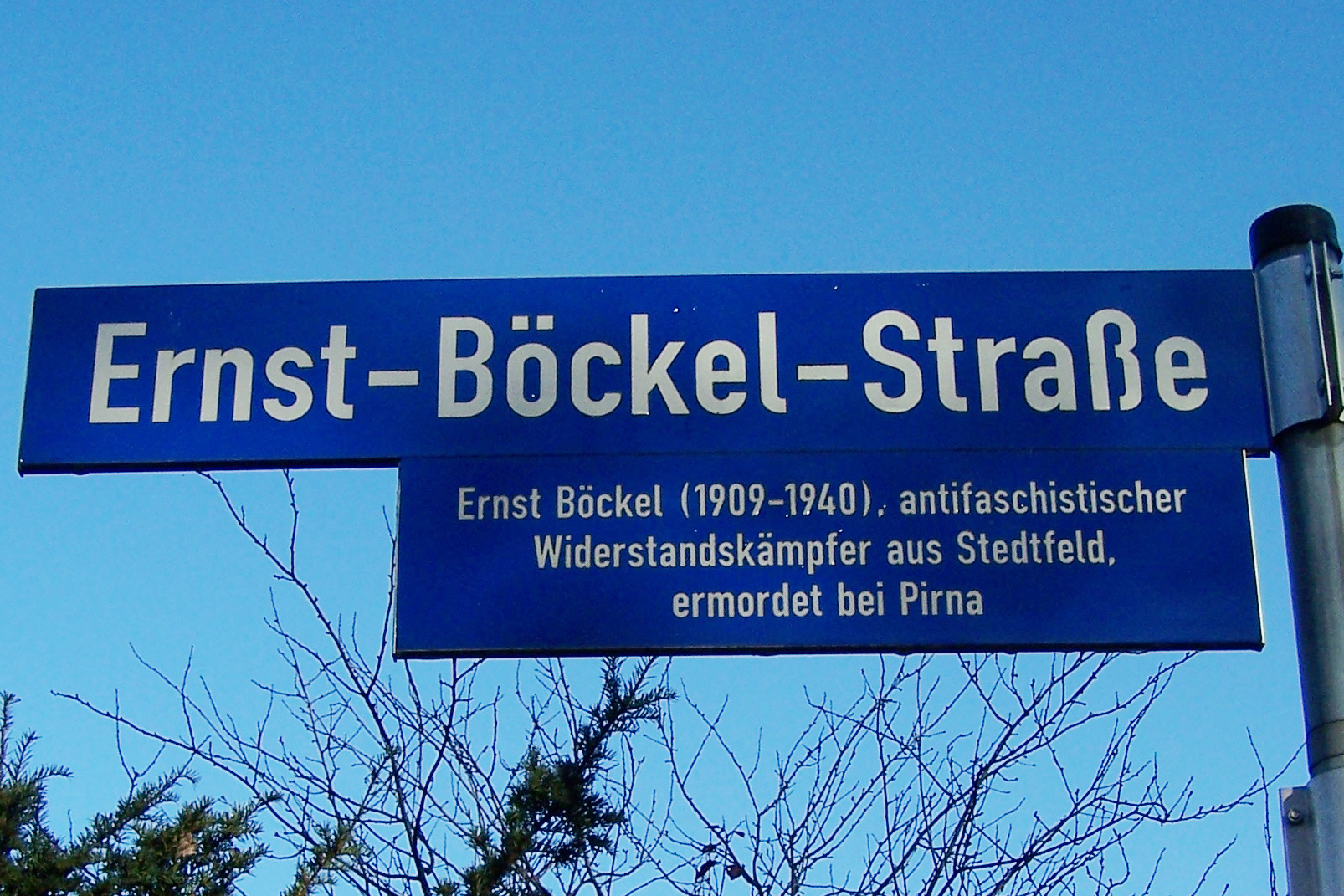
Ernst-Böckel-Straße in Eisenach

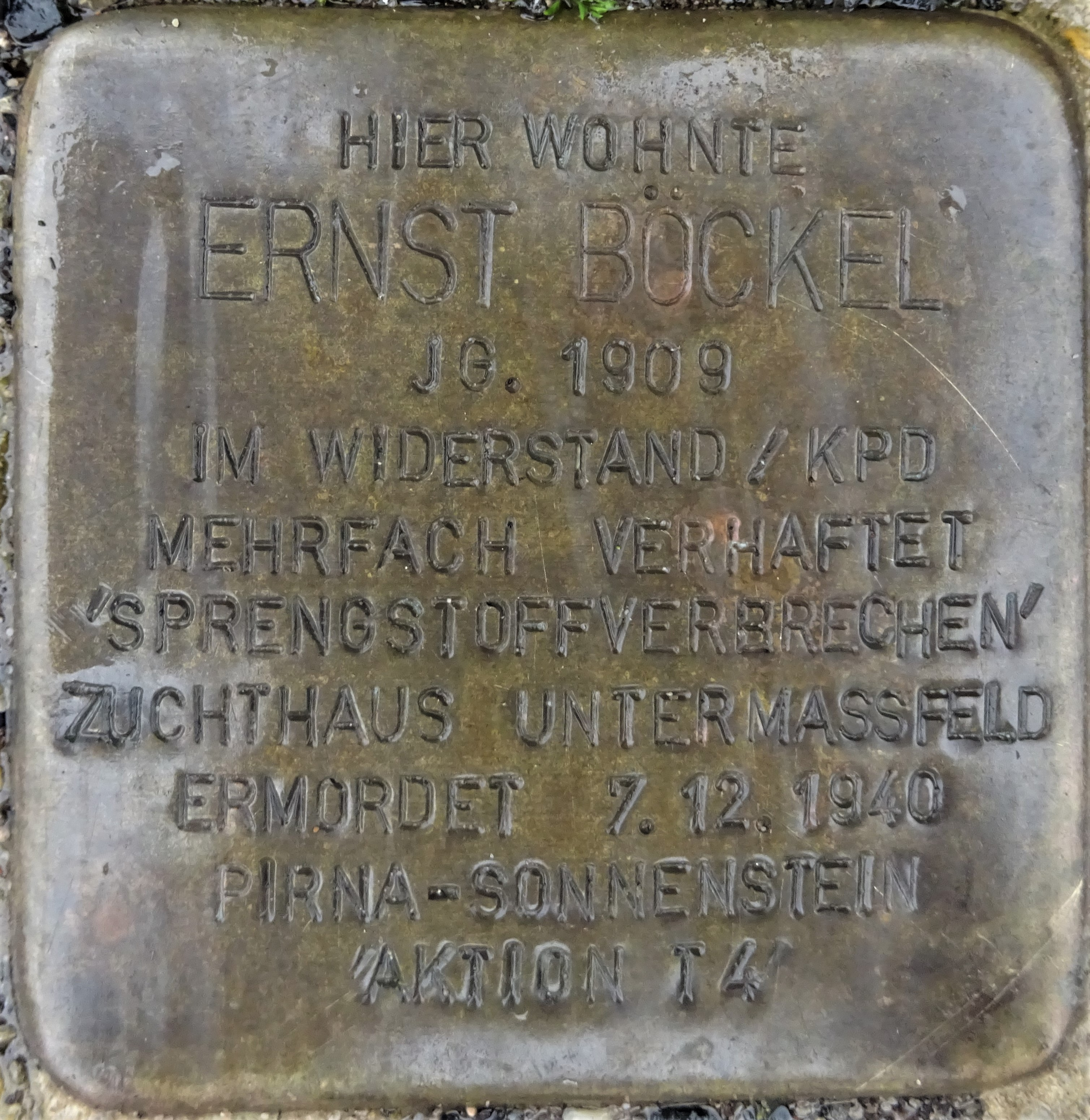
Stolperstein für Ernst Böckel

Ernst Böckel wurde Mitte Januar 1909 als ältester Sohn des Gärtners Andreas Böckel in Stedtfeld geboren. Nachdem ein Jahr zuvor der Erste Weltkrieg begonnen hatte, wurde im Jahr 1915 sein Vater zum Militärdienst eingezogen. Im Frühjahr desselben Jahres starb seine Mutter. Der sechsjährige Junge und seine beiden jüngeren Geschwister kamen in ein Kinderheim; später lebte er bei seinem Großvater. Nach seinem Schulabschluss absolvierte er ab 1926 eine Gärtnerlehre in der Gärtnerei Trunk. In dieser Zeit trat er dem Kommunistischen Jugendverband bei. Wie sein Vater wurde er Mitglied des Roten Frontkämpferbundes (RFB) und der Kommunistischen Partei Deutschlands (KPD).
Ab 1929 arbeitete er in der väterlichen Gärtnerei. Gemeinsam mit seinem Vater war er als Widerstandskämpfer gegen den Nationalsozialismus aktiv. Mit sechs Freunden und seinem Vater vervielfältigte und verteilte Böckel Flugblätter und Zeitungen der KPD. Im April 1933 verbüßte er dafür eine sechsmonatige Gefängnisstrafe. In Erwartung einer bewaffneten Auseinandersetzung räumten Böckel und seine Gesinnungsgenossen ein Sprengstofflager bei Deubach aus. Danach wurde er erneut verhaftet und zu einer Haftstrafe von viereinhalb Jahren verurteilt, die er im Zuchthaus Untermaßfeld absitzen sollte. Als er sich dort gegen die Behandlung auflehnte, wurde er von einem Wärter mit einem Gummiknüppel niedergeschlagen und in der Folge im September 1935 wegen vermeintlicher „Geistesstörung“ in die Heil- und Pflegeanstalt Hildburghausen eingewiesen. Am 4. Oktober 1940 wurde Böckel von Hildburghausen in die Landesanstalt Zschadraß verlegt, die als Zwischenanstalt für das Euthanasieprogramm der Nationalsozialisten diente. Von dort wurde er am 7. Dezember 1940 in die Tötungsanstalt Pirna-Sonnenstein auf dem Sonnenstein bei Pirna transportiert, wo er am selben Tag in der Gaskammer im Keller des Hauses C16 ermordet wurde.
Seinem in Eisenach lebenden Vater wurde am 14. Dezember 1940 mitgeteilt: „Ihr Sohn ist heute früh 10.45 Uhr verstorben und verbrannt worden, die Asche steht Ihnen zur Verfügung. Unkostenbetrag 3,- RM.“ Andreas Böckel wurde auferlegt, im Nachhinein sämtliche Unkosten für die Krankenhausaufenthalte seines Sohnes zu begleichen. Er ließ die Asche seines Sohnes nach Eisenach kommen und die Urne auf dem Hauptfriedhof Eisenach beisetzen.

## Ehrungen und Gedenken
- Seit 1945 trägt eine Straße im Villengebiet Karthäuserhöhe im Eisenacher Südviertel Böckels Namen.
- Am 1. März 1955 erhielt der Jugendklub beim Automobilwerk Eisenach den Namen „Ernst Böckel“.[2]
- Im Beisein von Reinhold Brunner, Stadtarchivar und Leiter des städtischen Amtes für Bildung, von Vertretern des Bündnisses gegen Rechtsextremismus Eisenach und etwa 40 weiteren Anwesenden wurde am 14. Mai 2019 am Standort von Ernst Böckels ehemaligem Wohnhaus in der Stedtfelder Straße 119a in Eisenach ein Stolperstein für ihn verlegt; dies war der 100. Stolperstein im Stadtgebiet Eisenach.[3]